# Павел (Силаев)
Епи́скоп Па́вел (в миру Парме́н Фёдорович Сила́ев; 1842, деревня Редково, Калужская губерния — 27 ноября 1920) — епископ Древлеправославной Церкви Христовой (старообрядцев, приемлющих белокриницкую иерархию), епископ Калужский и Смоленский.

## Биография
Родился в 1842 году в семье зажиточного крестьянина и землевладельца в деревне Редково Козельского уезда Калужской губернии.
В 1883 году рукоположён во священнический сан противоокружническим епископом Тарасием (Москвичёвым). Тогда же переехал в Калугу.
В 1906 году или чуть позже вместе с противоокружническим приходом Калуги примирился с Рогожской архиепископией.
19 сентября 1912 года решением Освященного Собора старообрядческих епископов избран епископом Смоленско-Калужским.
23 августа 1912 году рукоположён во епископа Калужского и Смоленского. Хиротонию возглавил архиепископ Московский и всея Руси Иоанн.
Перед кончиной успел дать благословение епископу Амфилохию на единоличное рукоположение Иоанникия (Иванов) во епископа Пермско-Тобольского.
Скончался 27 ноября 1920 года.